# قانون جرایم رایانه‌ای
قانون جرایم رایانه‌ای در سال ۱۳۸۸ برای تعیین مصادیق استفاده مجرمانه از سامانه‌های رایانه‌ای و مخابراتی به تصویب مجلس شورای اسلامی رسید.
کلیات لایحه قانون جرائم رایانه‌ای در ۲۷ آبان ۱۳۸۷ با ۱۷۶ رأی موافق، ۳ رأی مخالف و ۲ رأی ممتنع به تصویب رسید. پس از رفع ایراداتی که شورای نگهبان به این قانون وارد کرده بود. در ۷ تیر ۱۳۸۸ قانون جرائم رایانه‌ای به تأیید شورای نگهبان رسید و رئیس‌جمهور ۱۰ تیر آن را برای اجرا ابلاغ کرد.
قانون جرایم رایانه‌ای در ۵ بخش و ۵۵ ماده تنظیم شده‌است. حبس و جریمه نقدی یا هر دو مجازات‌هایی است که برای مرتکبین این جرایم وضع شده‌است.

## تاریخچه
بحث جرایم رایانه‌ای در ایران ابتدا در اوایل دهه ۱۳۸۰ مطرح شد. آن زمان بیشتر حوزه‌هایی را در بر می‌گرفت که به جعل اسناد دولتی و شخصی مربوط می‌شد.
چنانکه اولین جرم رایانه‌ای در خرداد ۱۳۷۸ به ثبت رسید که در آن یک دانشجوی کامپیوتر و یک کارگر چاپخانه در کرمان، چک‌های تضمینی را جعل می‌کردند.
جعل اسکناس، بلیت شرکت‌های اتوبوسرانی، جعل اسناد دولتی از قبل گواهینامه رانندگی، کارت پایان خدمت، مدرک تحصیلی، اوراق خرید و فروش خودرو و چک‌های مسافرتی از دیگر موارد جرم رایانه‌ای در اوایل دهه ۸۰ به حساب می‌آمد.
با گسترش وسایل ارتباطی، کمیته‌ای با حضور وزارتخانه‌های اطلاعات، ارشاد، آموزش و پرورش، صداو سیما، ارتباطات و سازمان تبلیغات اسلامی تشکیل شد تا در باره فیلترینگ سایت‌ها تصمیم‌گیری کنند.
در این زمان بحث اولیه در باره جرایم رایانه‌ای تا حد زیادی تغییر کرد. برخی از وبلاگ‌نویسان و روزنامه‌نگاران به اتهام نوشتن مطالب در وبلاگ‌ها و سایت‌ها دستگیر شدند و به اتهاماتی مانند توهین به افراد و «مقدسات» یا افشای اسرار و اسناد دولتی محاکمه و مجازات شدند. و دولت با فیلترینگ گسترده سایت‌ها و کنترل سرعت اینترنت، به دنبال تعاریف و مصداق‌های تازه‌ای از جرایم اینترنتی برآمد.

## جرایم
جرایمی که در این قانون تعیین شده‌است شامل این موارد می‌گردد:
- دسترسی غیرمجاز به داده‌ها یا سیستم‌های رایانه‌ای یا مخابراتی
- شنود غیرمجاز،
- جاسوسی رایانه‌ای،
- جعل داده‌های قابل استناد یا ایجاد یا وارد کردن متقلبانه داده‌ها و تغییر داده‌ها یا علایم موجود در کارت‌های حافظه یا قابل پردازش در سیستم‌های رایانه‌ای یا مخابراتی یا تراشه‌ها یا ایجاد یا وارد کردن متقلبانهٔ داده‌ها یا علایم به آن‌ها.
- تخریب و اخلال در داده‌ها یا سیستم‌های رایانه‌ای و مخابراتی دیگری.
- سرقت و کلاهبرداری مرتبط با رایانه.
- تولید، ارسال، انتشار، توزیع یا معامله داده‌های محتویات مستهجن (تصویر، صوت یا متن واقعی یا غیر واقعی که بیان‌گر برهنگی کامل زن یا مرد یا اندام تناسلی یا آمیزش یا عمل جنسی انسان است)∗
- تحریک، ترغیب، تهدید، دعوت، فریب یا آموزش ارتکاب جرائم منافی عفت یا استعمال مواد مخدر یا روان‌گردان یا خودکشی یا انحرافات جنسی یا اعمال خشونت‌آمیز∗
- هتک حیثیت و نشر اکاذیب، شامل تغییر یا تحریف و انتشار فیلم یا صوت یا تصویر دیگری - انتشار صوت یا تصویر یا فیلم خصوصی و خانوادگی دیگری بدون رضایت او و انتشار مطالب دروغ به قصد اضرار به غیر یا تشویش اذهان عمومی یا مقامات رسمی
- تولید یا انتشار یا توزیع یا معامله داده‌ها یا نرم‌افزارها یا هر نوع ابزار الکترونیکی که صرفاً به منظور ارتکاب جرائم رایانه‌ای به کار می‌روند.
- فروش یا انتشار یا در دسترس قرار دادن گذرواژه یا هر داده‌ای که امکان دسترسی غیرمجاز به داده‌ها یا سیستم‌های رایانه‌ای یا مخابراتی متعلق به دیگری را فراهم می‌کند.
- آموزش نحوهٔ ارتکاب جرایم دسترسی غیرمجاز، شنود غیرمجاز، جاسوسی رایانه‌ای و تخریب و اخلال در داده‌ها یا سیستم‌های رایانه‌ای و مخابراتی.

## کمیته تعیین مصادیق محتوای مجرمانه
بر اساس ماده ۲۲ این قانون کمیته تعیین مصادیق محتوای مجرمانه شامل وزیر یا نمایندهٔ وزارتخانه‌های آموزش و پرورش، ارتباطات و فناوری اطلاعات، اطلاعات، دادگستری، علوم، تحقیقات و فناوری، فرهنگ و ارشاد اسلامی، رئیس سازمان تبلیغات اسلامی، رئیس سازمان‌ صدا و سیما و فرمانده نیروی انتظامی، یک نفر خبره در فناوری اطلاعات و ارتباطات به انتخاب کمیسیون صنایع و معادن مجلس شورای اسلامی و یک نفر نمایندهٔ مجلس شورای اسلامی به انتخاب کمیسیون حقوقی و قضایی و تأیید مجلس شورای اسلامی می‌شود و ریاست کمیته به عهدهٔ دادستان کل کشور خواهد بود.
این کمیته در دی‌ماه ۱۳۸۸ فهرستی از مصداق‌های محتوای مجرمانه را ارائه داد. این فهرست در پنج فصل در بخش‌های «محتوی خلاف عفت و اخلاق عمومی، محتوی علیه مقدسات، محتوی علیه امنیت و آرامش عمومی، محتوی علیه مقامات و نهادهای دولتی و عمومی و محتوایی که برای ارتکاب جرایم رایانه‌ای و سایر جرایم» تهیه شده بود. بخشی از این فهرست به مواردی اشاره دارد که در قانون مجازات اسلامی نیز آمده‌است ولی در برخی موارد مصادیق ارائه‌شده تازگی دارد.
از جمله موارد ممنوع‌شده در این قانون انتشار فیلترشکن یا آموزش عبور از فیلترینگ می‌شود. این درحالی‌است که بسیاری از سایت‌ها در ایران فیلتر شده و کاربران با استفاده از فیلترشکن از این سایت‌ها استفاده می‌کنند.
مورد دیگر آن‌که اگر کسی لینک سایت‌هایی را که دارای «محتوی مجرمانه» هستند یا در آن‌ها نشانی‌های اینترنتی سایت‌های مسدود شده و نشریات توقیف شده آمده را منتشر کند، مجرم است. به اشتراک گذاشتن لینک‌ها نیز از جمله کارهای مرسوم در اینترنت است که کاربران اینترنتی این گونه لینک‌ها را در سایت‌ها و وبلاگ‌ها قرار می‌دهند.

## آمار جرایم رایانه‌ای
در سال ۸۵ حدود ۷۹ پرونده در مورد جرایم رایانه‌ای به سیستم آگاهی کشور وارد شد که این آمار در سال ۸۶ به ۹۸ پرونده، در سال ۸۷ به ۱۲۸ پرونده و در شش ماه اول سال ۱۳۸۸ به ۱۱۱ پرونده رسید. که نشان‌دهنده سیر صعودی تعداد پرونده‌های این حوزه است. البته بسیاری از جرایم به دلایل مختلفی به مرحله تشکیل پرونده نمی‌رسند.
با این حال نسبت به رشد کاربرد رایانه در زندگی و امور جامعه در ایران افزایش جرایم رایانه‌ای کم بوده است.
طبق اعلام نیروی انتظامی ۳۳ درصد پرونده‌های حوزه جرایم رایانه‌ای در خصوص موضوع دسترسی غیرمجاز به سیستم‌ها و داده‌های رایانه‌ای شامل دسترسی‌های غیرمجاز در حوزه کارهای بانکی و ۳۰ درصد پرونده‌ها با موضوع هتک حیثیت افراد و نشر اکاذیب، ۱۶ درصد پرونده‌ها با موضوع کلاهبرداری‌های اینترنتی یا برنامه نوشتن و فریب سیستم، ۶ درصد بحث تخریب و اختلال در داده‌های سیستم و ۵ درصد تکثیر غیرمجاز نرم‌افزارها است. ۹۵ درصد متهمان این حوزه مردان و بیشترین متهمان در گروه سنی ۱۸ تا ۳۵ سال هستند.